# Słońcowiórka gambijska
Słońcowiórka gambijska (Heliosciurus gambianus) — gatunek gryzonia z rodziny wiewiórkowatych.

## Występowanie
Zamieszkuje w tropikalnych regionach Afryki (Etiopia, Sudan, Kenia, Uganda, Nigeria).

## Opis
Osiąga długość ciała ok. 20 cm, ogon podobnej długości. Ubarwienie jest zmienne: z wierzchu kolor futerka szary, szarobrązowy lub brązowy, niekiedy z odcieniem czarnego, od spodu futerko jasne do białawego po kolor żółtawy lub rudy.

## Tryb życia
Aktywna głównie w porze wieczorowej i nad ranem. Zręczna zarówno wśród konarów drzew jak i na ziemi. Odżywia się głównie nasionami, roślinami, niekiedy drobnymi zwierzętami.